# La battaglia dei tre tamburi di fuoco
La battaglia dei tre tamburi di fuoco è un film del 1990 diretto da Souheil Ben-Barka e Uchkun Nazarov.
Rimasto inedito in Italia, è l'ultimo film di Ugo Tognazzi che morì nello stesso anno poco dopo le riprese.

## Trama
Il film racconta la storia della dinastia sadiana e del principe Abdelmalek, esiliato dal Marocco dai fratelli.
Da quel momento il nobile passerà vent'anni di avventure: si scontrerà con l'inquisizione spagnola, combatterà nella battaglia di Lepanto, verrà incarcerato nella prigione di Alicante, e assisterà alla presa di Tunisi.
Infine tornerà in Marocco dove si compirà il suo destino.